# Replicant (styresystem)
|  | Maskinoversættelse og/eller tvivlsomt indhold Denne sides indhold bærer præg af at være en maskinoversættelse og/eller meget dårligt og uklart formuleret. Det vurderes at sproget er så dårligt og eventuelt forkert eller til at misforstå, at det bør omskrives eller oversættes på ny. Du kan hjælpe med at oversætte til korrekt dansk i denne og lignende artikler. Hvis dette ikke sker inden for kort tid, kan en sletning komme på tale. Se evt. denne sides diskussionsside eller i artikelhistorikken. |

 For alternative betydninger, se Replicant (flertydig). (Se også artikler, som begynder med Replicant)
Replicant er et frit styresystem (OS) baseret på Android-mobilplatformen. Replicant har til hensigt at erstatte alle proprietære Android-komponenter med modparter fra fri software. Den er tilgængelig til flere smartphones og tablet-computere.
Replicants kildekode er skrevet i de samme programmeringssprog som Android (hvorfra den er en indirekte forgrening). Ændringerne er for det meste i C-sproget. Replicants ændringer er for det meste på de lavere niveaudele af OSet, såsom Linuxkernen og hardwaredrivere.
Navnet Replicant er hentet fra de fiktive replikant-androider i Blade Runner-filmen. Replicant er sponsoreret og støttet af Free Software Foundation og delvist af NLnet.